# Alpaida anchicaya
Alpaida anchicaya là một loài nhện trong họ Araneidae.
Loài này thuộc chi Alpaida. Alpaida anchicaya được Herbert Walter Levi miêu tả năm 1988.